# Чуалар (Каліфорнія)
Чуалар (англ. Chualar) — переписна місцевість (CDP) в США, в окрузі Монтерей штату Каліфорнія. Населення — 1185 осіб (2020).

## Географія
Чуалар розташований за координатами 36°34′16″ пн. ш. 121°30′37″ зх. д. / 36.57111° пн. ш. 121.51028° зх. д. (36.571113, -121.510295).  За даними Бюро перепису населення США в 2010 році переписна місцевість мала площу 1,62 км², уся площа — суходіл.

## Демографія
Згідно з переписом 2010 року, у переписній місцевості мешкало 1190 осіб у 245 домогосподарствах у складі 231 родини. Густота населення становила 734 особи/км².  Було 251 помешкання (155/км²).
Расовий склад населення:
| - 28,3 % — білих - 0,9 % — азіатів - 0,2 % — корінних американців - 0,1 % — чорних або афроамериканців - 69,5 % — осіб інших рас |

До двох чи більше рас належало 1,0 %. Частка іспаномовних становила 96,7 % від усіх жителів.
За віковим діапазоном населення розподілялося таким чином: 36,1 % — особи молодші 18 років, 58,9 % — особи у віці 18—64 років, 5,0 % — особи у віці 65 років та старші. Медіана віку мешканця становила 26,6 року. На 100 осіб жіночої статі у переписній місцевості припадало 103,1 чоловіків;  на 100 жінок у віці від 18 років та старших — 95,1 чоловіків також старших 18 років.
Середній дохід на одне домашнє господарство  становив 63 085 доларів США (медіана — 57 679), а середній дохід на одну сім'ю — 61 844 долари (медіана — 54 750). Медіана доходів становила 30 438 доларів для чоловіків та 24 750 доларів для жінок. За межею бідності перебувало 14,1 % осіб, у тому числі 18,5 % дітей у віці до 18 років та 2,0 % осіб у віці 65 років та старших.
Цивільне працевлаштоване населення становило 520 осіб. Основні галузі зайнятості: сільське господарство, лісництво, риболовля — 37,7 %, роздрібна торгівля — 16,2 %, виробництво — 11,9 %, будівництво — 10,4 %.